# Cabo Obligado
Das Cabo Obligado (von spanisch obligado ‚notwendig, gezwungen‘) ist ein Kap an der Graham-Küste des Grahamlands auf der Antarktischen Halbinsel. Es liegt am Ufer der Barilari-Bucht. 
Argentinische Wissenschaftler benannten es. Der weitere Benennungshintergrund ist nicht überliefert.